# Cmentarz partyzancki w Osuchach
Cmentarz partyzancki w Osuchach – cmentarz wojenny z II wojny światowej w Osuchach.
Cmentarz powstał w lipcu 1944 r po największej bitwie partyzanckiej na terytorium dzisiejszej Polski. Nekropolia położona jest na skraju lasu, po wschodniej stronie drogi z Józefowa do Łukowej. Został założony na planie prostokąta, w formie zbiorowych mogił z metalowymi krzyżami opatrzonymi mosiężnymi tabliczkami, zlokalizowanych symetrycznie względem środkowej alejki. Na zakończeniu alejki stanął, zbudowany w 1957 r., pomnik w postaci słupa złożonego z kamiennych bloków z dostawionymi schodkowymi ściankami z napisami i wizerunkami orłów w koronie.
Na cmentarzu pochowano ok. 300, spośród poległych w bitwie 400-800, partyzantów. W mogiłach znajdują się żołnierze Armii Krajowej oraz Batalionów Chłopskich.